# Церковный налог
Церковный налог — налог на прибыль физических лиц для финансирования через государство той религиозной конфессии, членом которой является налогоплательщик (относит себя данный налогоплательщик). Действует в странах: Германия, Австрия, Хорватия, Швеция, Дания, Финляндия, Исландия, Италия, и в некоторых кантонах Швейцарии. Размер церковного налога колеблется от 0,004 % (в Хорватии) до 2 % (в Финляндии) от налогооблагаемого дохода налогоплательщика.

## Примеры церковного налога по странам
- В Германии церковный налог высчитывается не как процент от налогооблагаемого дохода, а как процент (8 или 9 % в зависимости от федеральной земли) от суммы исчисленного налог на заработную плату (Kirchenlohnsteuer) и/или подоходного налога (Kircheneinkommensteuer)[2]. Налог был прописан ещё в статье 137 Веймарской конституции 1919 года и в статье 140 Основного закона ФРГ 1949 года. Сбор налога осуществляется налоговой службой страны, которая для компенсации расходов получает около 3 % от собранной суммы. В 2018 году было собрано приблизительно 12,6 миллиардов евро[3].

- В Австрии любая признанная религиозная группа может собирать церковный налог по ставке 1,1 %, хотя в настоящее время только католическая церковь использует эту возможность и собирает налог сама (на сбор налога уходит 15 % его поступлений). Церковный налог обязателен для католиков в Австрии — он был введен Гитлером[источник не указан 1653 дня] ещё в 1939. После войны его оставили, так как сочли способствующим независимости церкви от государства.

- В Дании размер церковного налога устанавливается коммунами (эквиваленты районов в РФ) индивидуально и составляет от 0,42 % до 1,48 % (в среднем 0,88 %) от налогооблагаемого дохода. Распределением налога занимается министерство церкви (дат. Kirkeministeriet)[4]. В 2013 году было собрано примерно 6,3 миллиардов датских крон, 5,2 миллиарда крон были выданы местным церквям, а 1,1 миллиарда крон центральным органам церкви[5].

- В Швеции вера налогоплательщика влияет на то, какая конфессия/церковь получит церковный налог (швед. Kyrkoavgift) размером в 1 % от налогооблагаемого дохода. Но проблема в том, что многие жители Швеции не знают про этот выбор или не делают его. По умолчанию, любой житель Швеции, не указавший своё вероисповедание, платит церковный налог (вместе с остальными налогами он автоматически вычитается из зарплаты) именно в Церковь Швеции (Шведскую церковь). Чтобы перевести свой налог в другую конфессию, налогоплательщик должен заявить о своем выборе в налоговой декларации или заявлением о членстве в конкретной религиозной общине (которая сама подаст декларацию со списком прихожан в налоговую службу с требованием перечислить налог данных лиц в свою пользу).[6]. Так как неверующих этот налог обычно не интересует, то часто они «по умолчанию» остаются «членами» Шведской церкви согласно налоговой статистике. Кроме того, привыкшие к порядку шведы, часто рассматривают крещение и венчание в церкви как традицию и обязанность, символ принадлежности к государству (частью которого до 2000 года и была Церковь Швеции), а не к церкви.[7] Из-за этого Церковь Швеции часто называют «церковью неверующих» — только 15 % её членов верят в Иисуса Христа[8].

## Церковный налог с неверующих, отказ от церковного налога
В некоторых странах налог с не определившихся по поводу конфессии налогоплательщиков берут в пользу государства (на культурные, гуманитарные программы или на содержание памятников культуры и кладбищ) или в пользу основной (государственной) религии или распределяют между всеми конфессиями пропорционально доле определившихся с конфессией налогоплательщиков. В некоторых странах можно сменить конфессию или отказаться платить налог в связи со своим неверием или отсутствием своей конфессии в списке действующих (которым государство перечисляет налог).
- В Германии с осени 2012 года действует и обратное правило: все, кто официально отказались платить церковный налог, будут отлучены от Немецкой католической церкви[9]. Существует мнение, что данная реакция вызвана тем, что многие немцы стали[10] заполнять заявления (в загсах и судах) о выходе из лона церкви именно с целью избежать налога. В 2010 году католическую церковь покинуло более 100 тысяч человек, а евангелическую — более 145 тысяч, что сильно сказалось на доходах этих конфессий.

- В Финляндии в 2012 году число таких «отказников» составило около 20 тысяч[11]. Выход из церкви оформляется очень просто: надо заполнить и отослать авторизованную форму на сайте www.eroakirkosta.fi (пример страницы отказа на шведском языке: http://www.eroakirkosta.fi/dynamic/index.php/svenska).

- В Швейцарии церковный налог тоже постепенно перестает быть надежным доходом как католической, так и протестантской церкви. Кроме того, в ряде кантонов церковным налогом до сих пор облагаются и юридические лица. Такой «пережиток феодализма» раздражает некоторые партии, собирающиеся законодательно отменить церковный налог с юридических лиц, но Федеральный суд в Лозанне, как высшая юридическая инстанция, неоднократно выносил решения о соответствии такого рода налогов конституции страны. Поэтому партиям остается более сложный путь отмены — через референдум[12].